# 긴조 크리스토퍼 다쓰키
긴죠 크리스토퍼 다쓰키(일본어: 金城 クリストファー 達樹, 1993년 11월 17일 ~ )는 일본의 전 축구 선수이다.

## 구단 경력
과거 아비스파 후쿠오카, FC 류큐에서 활동하였다.